# Gruppo di Chilcotin
Il Gruppo di Chilcotin, o basalti del Plateau Chilcotin, è una vasta area di lava basaltica che forma un plateau vulcanico parallelo alla cintura vulcanica Garibaldi, nella parte centro-meridionale della Columbia Britannica, in Canada.
Nel Miocene e Pliocene, nell'Interior Plateau della Columbia Britannica si formò un campo vulcanico di medie dimensioni con camini vulcanici in parziale sovrapposizione tra loro. Si ritiene che fossero interessati circa 50.000 km2 del Nord-ovest Pacifico, dando luogo a una grande provincia ignea con un volume di 3.300 km3. Il vulcanismo si attivò nell'Oligocene, ma continua sporadicamente anche al giorno d'oggi. Le eruzioni furono particolarmente intense 10-6 milioni di anni fa e successivamente 3-2 milioni di anni fa, quando fu rilasciata la maggior parte del basalto. Eruzioni meno intense avvennero tra 1,6 milioni e 10.000 anni fa.
I flussi di lava sono stati esposti prevalentemente dall'erosione provocata dalle grandi inondazioni che avvennero in questa regione durante le passate ere glaciali, che hanno lasciato scoperti molti strati basaltici lungo il Canyon Fraser, a partire dal villaggio di Soda Cerek in direzione sud verso Canoe Creek e lungo i fiumi Chilcotin, Chilko, Chilanko e Taseko; inoltre a est del fiume Fraser nel Parco Provinciale Chasm e lungo il fiume Deadman. Prima dell'erosione del tardo Pleistocene, questi centri formavano una serie di bassi vulcani a scudo di cui non è noto il volume e la distribuzione.
Il gruppo di Chilcotin era ritenuto collegato al parzialmente coevo gruppo basaltico del Columbia. La sua morfologia e geochimica sono risultate molto simili a altri plateau vulcanici come la Snake River Plain nell'Idaho e parti dell'Islanda.

## Formazione dei basalti del Plateau Chilcotin

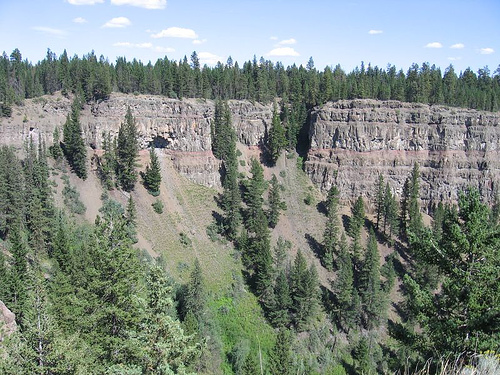
Flussi di lava basaltica nel Parco Provinciale Chasma.

La distribuzione e il volume del Gruppo di Chilcotin non è ben nota a causa dell'estesa copertura glaciale del Pleistocene. Questo strato di ghiaccio è presumibilmente molto spesso e in molte regioni oscura completamente il vulcanismo. I punti di fuoriuscita del vulcanismo basaltico nell'area includono piccoli coni di scorie, neck e intrusioni di gabbro che intersecano localmente il flusso lavico.
Studi recenti indicano che il volume del Gruppo di Chilcotin è inferiore a quanto precedentemente ritenuto e che il Plateau Chilcotin risale probabilmente all'Eocene. Questo significa che il Gruppo è stato formato dall'azione di parecchi camini vulcanici di piccolo volume.
Prima di 16 milioni di anni fa, gli stratovulcani della parte occidentale dell'arco vulcanico delle Cascate furono in eruzione con regolarità periodica per oltre 27 milioni di anni, e l'attività continua tuttora. La causa di questo vulcanismo non è ancora ben chiarita, anche se l'ipotesi più comunemente accettata è che sia stato un bacino di retro arco retrostante alla zona di subduzione della Cascadia a iniziare l'esteso vulcanismo basaltico. Alcune fessurazione provocarono eruzioni nel preesistente e fragile sistema di faglie, mentre si ritiene che il vulcanismo della porzione settentrionale sia collegato al punto caldo di Anahim, un centro di risalita del magma che ha dato luogo alla formazione dei vulcani a scudo delle catene montuose del Rainbow Range, Ilgachuz Range e Itcha Range,che a loro volta fanno parte della cintura vulcanica di Anahim. Non è però nota con esattezza la relazione tra il punto caldo di Anahim e il Gruppo di Chilcotin.